# Fizykochemia powierzchni
Fizykochemia powierzchni – interdyscyplinarny dział z pogranicza fizyki i chemii, który bada zjawiska fizykochemiczne zachodzące na granicy faz ciała stałego, cieczy oraz gazów. Wyniki tych badań znajdują szereg zastosowań, stanowiąc bazę teoretyczną dla katalizy heterogenicznej, produkcji układów scalonych na powierzchni płytek krzemowych, ogniw paliwowych, opracowywanie środków powierzchniowo czynnych (farb, lakierów, klejów), ma też kluczowe znaczenie przy zapobieganiu korozji. Fizykochemia powierzchni jest także silnie powiązana z badaniami materiałowymi.
Fizykochemia powierzchni zajmuje się badaniem reakcji chemicznych zachodzących na granicy faz. Mechanizm samych reakcji jest taki sam, niezależnie od tego czy zachodzą one na powierzchni, czy też wewnątrz substancji, jednakże silny wpływ mają na nie rozmaite zjawiska powierzchniowe, takie jak adsorpcja, adhezja, kohezja, desorpcja, gromadzenie się powierzchniowego ładunku elektrycznego, a także zjawiska zachodzące tuż przy powierzchni, takie jak dyfuzja i przepływ. Na te zjawiska z kolei silny wpływ ma sama struktura powierzchni. Stąd fizykochemia powierzchni zawiera w sobie zarówno elementy fizyki ciała stałego jak i chemii fizycznej.

## Historia
Reakcje chemiczne zachodzące na powierzchniach, ze względu na trudności w ich badaniu, były przez wiele lat ignorowane przez badaczy. Nabrały one jednak znaczenia w związku z zastosowaniem katalizy heterogenicznej w przemyśle, które były możliwe dzięki badaniom Paula Sabatiera, Fritza Habbera i Carla Bosha, noblistom z roku 1919, którzy opracowali metodę otrzymywania amoniaku bezpośrednio z azotu i wodoru na początku XX wieku.
Irving Langmuir, noblista z roku 1932, był także jednym z „ojców” fizykochemii powierzchni. Równanie zwane izotermą Langmuira było jednym z pierwszych opisów matematycznych zjawiska adsorpcji chemicznej, powodującej osadzanie się monowarstw na powierzchni ciał stałych. Badania zjawisk adsorpcji zapoczątkowane przez Langmuira miały decydujące znaczenie dla wyjaśnienia takich zjawisk jak zaparowywanie szyb, czy też powstawanie filmu farby w trakcie malowania, a także procesów klejenia.
Gerhard Ertl, noblista z 2007 r., w 1974 r. zbadał i udowodnił po raz pierwszy dokładny przebieg adsorpcji wodoru na powierzchni palladu za pomocą techniki LEED. Później przeprowadzono podobne badania na powierzchni platyny, niklu. Badania te rozwinęły znacznie zrozumienie zjawisk katalizy heterogenicznych, umożliwiając opracowanie nowych generacji układów katalitycznych stosowanych w przemyśle – a także w katalizatorach samochodowych.

## Techniki analityczne
W ramach fizykochemii powierzchni rozwinięto wiele nowych i unikatowych metod badawczych, m.in.:
- fotoelektronową spektroskopię rentgenowską (XPS), której odmianą jest ESCA
- dyfrakcję elektronów niskiej energii (LEED)
- elektronową mikroskopię skaningową (SEM)
- skaningową mikroskopię tunelową (STM)
- mikroskopię sił atomowych (AFM)

i wiele innych.
Metody analityczne wypracowane przez badaczy fizykochemii powierzchni znalazły następnie wiele innych zastosowań, m.in. umożliwiły rozwój wielu nanotechnologii.